# Roberto Heredero
Roberto Heredero (nascido em 16 de dezembro de 1950) é um ex-ciclista olímpico cubano. Representou sua nação em dois eventos nos Jogos Olímpicos de Verão de 1972.